# میشل لانگستون
میشل لانگستون (انگلیسی: Michelle Langstone؛ زادهٔ ۳۰ ژانویهٔ ۱۹۷۹) یک هنرپیشه اهل نیوزیلند است.
از فیلم‌ها یا برنامه‌های تلویزیونی که وی در آن نقش داشته است می‌توان به شهر جدایی اشاره کرد.